# François Seydoux de Clausonne
François Seydoux Fornier de Clausonne (ur. 15 lutego 1905 roku w Berlinie, zm. 30 sierpnia 1981) – francuski polityk i dyplomata. Laureat Nagrody Karola Wielkiego w roku 1970.
Urodził się jako syn, wnuk, brat i szwagier dyplomatów. Po ukończeniu studiów z prawa i filozofii w 1928 roku zgodnie z rodzinną tradycją dołączył do francuskiej służby dyplomatycznej. Od 1933 roku był sekretarzem ambasady francuskiej w Berlinie. W 1936 objął departament Niemiec w ministerstwie spraw zagranicznych. W 1942 roku dołączył do francuskiego ruchu oporu. Po wojnie od 1949 do 1955 szefował departamentowi europejskiemu w ministerstwie spraw zagranicznych, następnie był ambasadorem w Austrii oraz od 1958 do 1962 i od 1965 do 1970 ambasadorem w RFN. Odegrał istotną rolę w podpisaniu Traktatu Elizejskiego, za co w 1970 nagrodzono go Nagrodą Karola Wielkiego.